# Unserer Lieben Frau (Todtmoos)

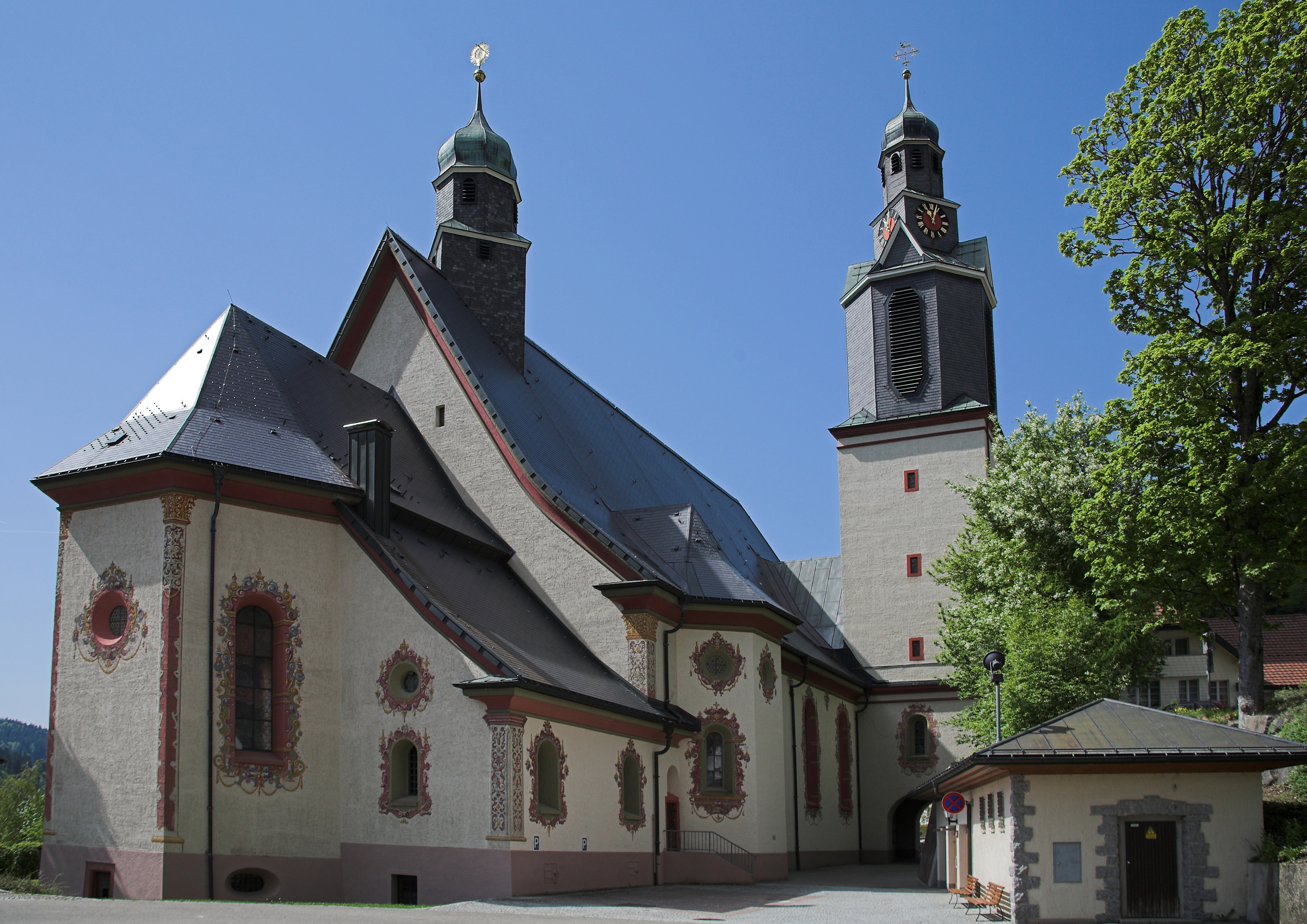
Wallfahrtskirche Todtmoos

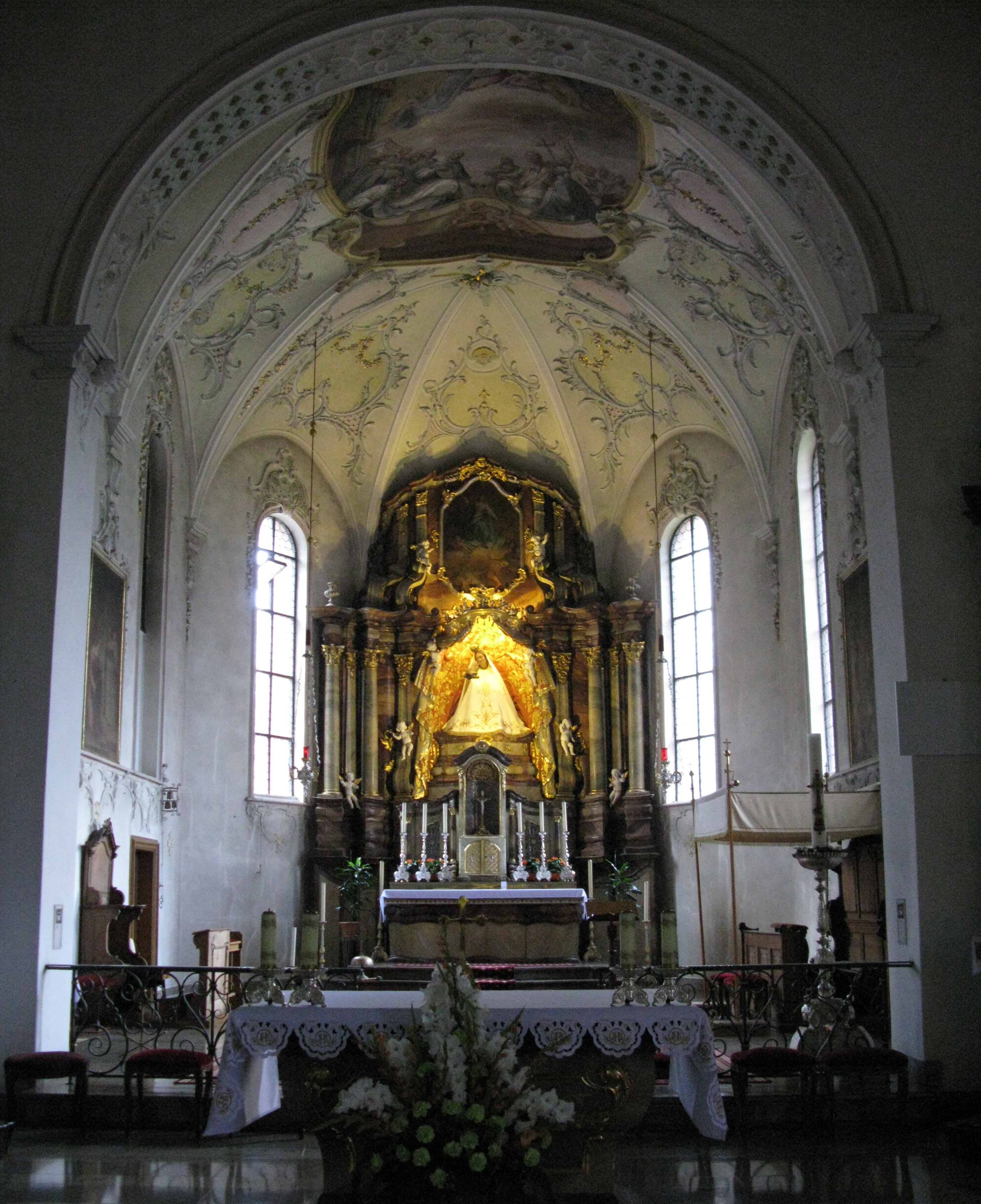
Innenansicht der Kirche mit Gnadenbild

Die barocke Kirche Unserer Lieben Frau auf dem Schönbühl in Todtmoos (Südschwarzwald) ist die Pfarrkirche der römisch-katholischen Kirchengemeinde Todtmoos und eine Wallfahrtskirche, zu der bis heute zahlreiche Wallfahrer kommen. Sie gehört zur Seelsorgeeinheit Todtmoos-Bernau im Dekanat Waldshut der Erzdiözese Freiburg.

## Baugeschichte
Nach der Gründungslegende entstand 1255 eine hölzerne Kapelle, die bereits 1268 auf Betreiben von Rudolf von Habsburg durch einen ersten Kirchenbau ersetzt wurde. Gleichzeitig wird schon eine Pfarrstelle errichtet. Ein zweiter Kirchenbau mit den Maßen 4,5 mal 9 Meter folgt im Jahr 1300, der 1391 durch einen Chorraum und eine Sakristei ergänzt wurde. Wegen Baufälligkeit wurde ein neuer Kirchenbau in der ersten Hälfte des 17. Jahrhunderts notwendig.
Die heutige Kirche entstand in den Jahren 1625–1632. Sie hatte einen Dachreiter als Turm, ein noch heute vorhandenes überkuppeltes Vorzeichen und war mit Fassadenmalerei dekoriert.
In den Jahren 1770 bis 1778 wurde sie vom Architekten Franz Joseph Salzmann gründlich umgestaltet. Ein Gipsgewölbe wurde eingezogen. Die Stuckaturen stammen von Johann Kaspar Gigl aus der Wessobrunner Schule. Altäre, Kanzel, Gestühl, Taufbecken, Beichtstühle und Portal wurden neu geschaffen, unter anderem durch die Gebrüder Pfluger. 
In der Annakapelle befindet sich ein Votivgemälde nach dem unter Abt Romanus Vogler 1687 durch den Augsburger Goldschmied Elias Jäger angefertigten Todtmooser Antipendium einem Silberrelief anlässlich des geglückten Übergang der kaiserlichen Armee über den Schwarzwald im Jahr 1678.
Die neuen Fresken schuf der Maler Johann Anton Morath. Möglich wurden diese Umgestaltungen durch den Einfluss und die Mittel des Klosters St. Blasien, denn Todtmoos war eine Außenstelle (Superiorat) dieser zu jener Zeit bedeutenden Abtei. Sie konnte weit über die Landesgrenzen hinaus bekannte Handwerker und Künstler für sich und ihre Besitzungen gewinnen.
1927 wurde die Kirche erweitert. Nach Plänen des Karlsruher Bauhistorikers und Architekten Fritz Hirsch erhielt sie einen neuen Turm und zwei neue Seitenschiffe, das Kirchenschiff wurde nach hinten verlängert und das Dach um sechs Meter erhöht. Nach Originalmotiven von 1627 wurden wieder Fassadenmalereien aus der Zeit der Renaissance aufgebracht.
Morath war auch an der Ausgestaltung des benachbarten Pfarrhauses beteiligt, das auch als Sommerresidenz der Äbte von St. Blasien diente. Das Gebäude hatte der Architekt Johann Michael Beer von Bleichten 1733 erbaut. Das dortige Treppenhaus plante 1748–1749 Johann Kaspar Bagnato, und der Wessobrunner Stuckateur Franz Anton Vogel fertigte dafür die Stuckarbeiten.

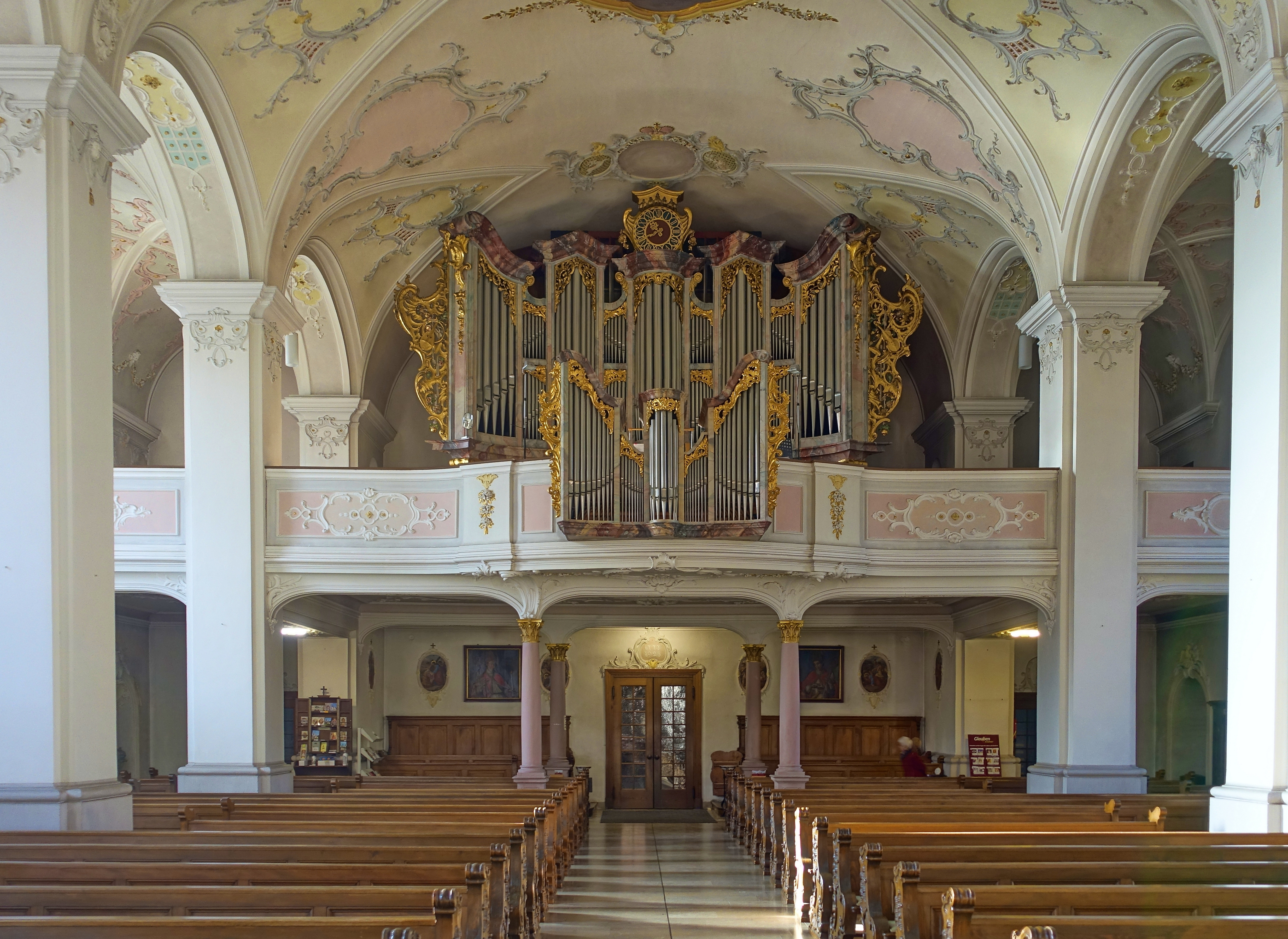
Orgel

## Orgel
Die Orgel wurde 1966 von der Orgelbaufirma Xaver Mönch & Söhne erbaut. Das Orgelgehäuse stammt aus dem 18. Jahrhundert und wurde im Laufe der Zeit modifiziert. Das Schleifladen-Instrument hat 46 Register auf drei Manualwerken und Pedal. Die Spieltrakturen sind mechanisch, die Registertrakturen sind elektrisch.
| I Rückpositiv C–g3 |                            |       |
| 1.                 | Holzgedackt                | 8′    |
| 2.                 | Quintade                   | 8′    |
| 3.                 | Praestant                  | 4′    |
| 4.                 | Blockflöte                 | 4′    |
| 5.                 | Schweizerpfeife            | 2′    |
| 6.                 | Larigot                    | 1 ⁄3′ |
| 7.                 | Sept-Non-Sesquialter II–IV |       |
| 8.                 | Acuta IV                   |       |
| 9.                 | Cromorne Silbermann        | 8′    |
|                    | Tremulant                  |       |

| II Hauptwerk C–g3 |                  |     |
| 10.               | Gedacktpommer    | 16′ |
| 11.               | Principal        | 08′ |
| 12.               | Holzflöte        | 08′ |
| 13.               | Octave           | 04′ |
| 14.               | Rohrflöte        | 04′ |
| 15.               | Superoctave      | 02′ |
| 16.               | Cornett V        |     |
| 17.               | Mixtur V–VI      |     |
| 18.               | Scharfcymbel III |     |
| 19.               | Fagott           | 16′ |
| 20.               | Trompete         | 08′ |

| III Schwellwerk C–g3 |                |         |
| 21.                  | Principal      | 08′     |
| 22.                  | Bleigedackt    | 08′     |
| 23.                  | Weidenpfeife   | 08′     |
| 24.                  | Octav          | 04′     |
| 25.                  | Nachthorn      | 04′     |
| 26.                  | Nasat          | 02 ⁄3′  |
| 27.                  | Schwiegel      | 02′     |
| 28.                  | Terz           | 01 3⁄5′ |
| 29.                  | Flageolet      | 01′     |
| 30.                  | Mixtur V       |         |
| 31.                  | Cymbel II      |         |
| 32.                  | Basson-Dulcian | 16′     |
| 33.                  | Trompete       | 08′     |
| 34.                  | Schalmey       | 04′     |
|                      | Tremulant      |         |

| Pedalwerk C–f1 |                |         |
| 35.            | Principal      | 16′     |
| 36.            | Untersatz      | 16′     |
| 37.            | Quinte         | 10 2⁄3′ |
| 38.            | Octave         | 08′     |
| 39.            | Spitzgedackt   | 08′     |
| 40.            | Octav          | 04′     |
| 41.            | Flachflöte     | 02′     |
| 42.            | Hintersatz     | 02 ⁄3′  |
| 43.            | Rauschwerk III |         |
| 44.            | Posaune        | 16′     |
| 45.            | Trompete       | 08′     |
| 46.            | Zink           | 04′     |

## Glocken
Als im Jahr 1927 der Kirchturm fertiggestellt war, wurde auch ein Glockengeläut angeschafft, das allerdings 1942 für Kriegszwecke beschlagnahmt wurde. In den 1950er Jahren erhielt die Kirche sechs neue Glocken. 1952 die Glocken mit den Schlagtönen  d, f, g und a. 1958 folgten dann zwei weitere, größere Glocken mit den Schlagtönen A und c. Im Dachreiter hängen auch noch zwei historische Glocken aus den Jahren 1627 und 1835, die allerdings nicht geläutet werden können.
Übersicht
| Glocke | Giesser                                 | Gussjahr | Durchmesser | Gewicht | Schlagton |
| ------ | --------------------------------------- | -------- | ----------- | ------- | --------- |
| 1      | Friedrich Wilhelm Schilling, Heidelberg | 1958     | 1795 mm     | 3564 kg | a°+4      |
| 2      | Friedrich Wilhelm Schilling, Heidelberg | 1958     | 1476 mm     | 2133 kg | c′+4      |
| 3      | Friedrich Wilhelm Schilling, Heidelberg | 1952     | 1285 mm     | 1372 kg | d′+5      |
| 4      | Friedrich Wilhelm Schilling, Heidelberg | 1952     | 1075 mm     | 800 kg  | f′+7      |
| 5      | Friedrich Wilhelm Schilling, Heidelberg | 1952     | 941 mm      | 534 kg  | g′+5      |
| 6      | Friedrich Wilhelm Schilling, Heidelberg | 1952     | 833 mm      | 379 kg  | a′+7      |
| 7      | Joseph Muchenberger, Blasiwald          | 1835     | 680 mm      |         | d″-7      |
| 8      | Peter Füssli, Zürich                    | 1627     | 590 mm      |         | f″+3      |

## Nachweise
1. ↑  https://www.hochschwarzwald.de/orte/todtmoos-33ce8b0445
2. ↑  Informationen zur Orgel
3. ↑  Glockeninspektion Erzbistum Freiburg: Kath. Pfarrkirche St. Mariä Himmelfahrt in Todtmoos

Koordinaten: 47° 44′ 24,2″ N, 7° 59′ 58,7″ O